# Ann Kristin Flatland
Ann Kristin Aafedt Flatland (Oslo, 6 de noviembre de 1982) es una deportista noruega que compitió en biatlón.
Participó en los Juegos Olímpicos de Sochi 2014, obteniendo una medalla de plata en la prueba de relevos 4 × 6 km. Ganó cuatro medallas en el Campeonato Mundial de Biatlón entre los años 2007 y 2013.

## Palmarés internacional
| Juegos Olímpicos   | Juegos Olímpicos             | Juegos Olímpicos  | Juegos Olímpicos |
| Año                | Lugar                        | Medalla           | Prueba           |
| ------------------ | ---------------------------- | ----------------- | ---------------- |
| 2014               | Sochi (Rusia)                | Medalla de plata  | Relevo           |
| Campeonato Mundial |                              |                   |                  |
| Año                | Lugar                        | Medalla           | Prueba           |
| 2007               | Antholz (Italia)             | Medalla de bronce | Relevo           |
| 2010               | Janty-Mansisk (Rusia)        | Medalla de plata  | Relevo mixto     |
| 2011               | Janty-Mansisk (Rusia)        | Medalla de oro    | Relevo mixto     |
| 2013               | Nové Město (República Checa) | Medalla de oro    | Relevo           |